# テトラプルトラップ
テトラプルトラップ（英表記：tetrapletrap）は日本の音楽ユニット。

## 概要
2002年に川島蹴太を中心にバンドとして結成。東京都内のライブハウスでの活動を経て、2003年2月3日に1stミニアルバム「Filmcut in the Siesta」を自主レーベルよりリリース。しかしリリース直後にメンバーの脱退が続き、川島との向吉隼人の二人組となる。同年5月17日に初のニューヨーク公演とレコーディングを行い、7月16日には「Summertime Location」をリリース。翌2004年2月29日、全国ツアーの最中にホームページ上で突然の解散を遂げる。同時に、川島は新たなユニットtetrapletrap Fとして、向吉はtetrapletrap Aとしてそれぞれ活動を続けることが発表される。
解散発表後、川島はtetrapletrap F名義で2004年に2枚の作品をリリースした後、活動の場を海外に移し国内での音楽活動を休止。向吉のtetrapletrap Aは名称のみの存在で、tetrapletrap解散後に実態のある活動は行われていない。
2008年11月5日、tetrapletrapに名称を戻し川島のソロユニットとして、上海の日系インディーズレーベル・新熊猫音盤から、シングル「淋しい熱帯魚」をリリース。

## メンバー
- 川島蹴太

## ディスコグラフィー
1. Filmcut in the Siesta （2003年2月3日）
  - ミニアルバム
2. Summertime Locaiton （2003年7月16日）
  - シングル
3. 少年サーフライダー （2004年7月23日）
  - tetrapletrap F名義
  - The Shinno!とのコラボレーションアルバム[1]
4. 純水サーフライダー EP （2004年9月15日）
  - tetrapletrap F名義
  - 『少年サーフライダー』からのシングルカット
5. 淋しい熱帯魚 （2008年11月5日）
  - シングル

### その他
- エイプリルズ 『SPACE DREAM BATHROOM』（2005年5月18日）
  - 「世界を越えて」にコーラスで参加
- Soda fountains 『Rainbow Sprinkler』（2009年10月28日）
  - 「朝に導く優しい風（Shanghai mix）remixed by tetrapletrap」にREMIXで参加

## 関連
- PANDA 1/2 ‐ 川島似の声質を持つジェームズ・パンダJr.が在籍、プロデュース。また「Vector」を「PANDA! PANDA! PANDA!」としてカバーしている。
- セカイシティ ‐ 同じく「Vector」を「世界はもうぼくのものなのに」としてリアレンジしカバー。「Lie! Lie! Lie!」をカバー